# Прянишников, Дмитрий Николаевич
Дми́трий Никола́евич Пря́нишников (25 октября [6 ноября] 1865, слобода Кяхта, Забайкальская область — 30 апреля 1948, Москва) — русский агрохимик, биохимик и физиолог растений, основоположник советской научной школы в агрономической химии. Герой Социалистического Труда (1945). Лауреат премии им. В. И. Ленина (1926), Сталинской премии (1941) и премии им. К. А. Тимирязева (1945).
Академик Академии наук СССР (1929) и ВАСХНИЛ (1936), член-корреспондент Французской академии наук, основатель и директор Научного института по удобрениям (с 1948 года ВНИИ удобрений и агропочвоведения им. Д. Н. Прянишникова), член Госплана СССР и Комитета по химизации народного хозяйства.

## Биография
Родился в торговой слободе Кяхта Забайкальской области в семье почётного гражданина, купца 1-й гильдии. Рано, в 2,5 года, лишился отца и воспитывался матерью, дочерью сосланного на поселение в Восточную Сибирь солдата, получившей лишь начальное образование.
В 1883 году окончил с золотой медалью Иркутскую гимназию, затем — естественное отделение физико-математического факультета Московского университета. Здесь на способного студента обратил внимание профессор В. В. Марковников, специалист по органической химии, и предложил ему после окончания университета остаться при кафедре органической химии для подготовки к научной деятельности. Но молодой учёный решил иначе и после окончания университета (в декабре 1887 года, со степенью кандидата) поступил на третий курс Петровской земледельческой и лесной академии. Окончив академию в декабре 1889 года со степенью кандидата сельского хозяйства, он был оставлен в ней для преподавания. Ученик К. А. Тимирязева, В. В. Марковникова, А. Г. Столетова, А. П. Сабанеева, И. Н. Горожанкина и других он значился в академии с декабря 1888 года студентом высшего оклада.
Зимой 1890/1891 годов Прянишников сдал при Московском университете магистерские экзамены. С января 1892 года он — приват-доцент Московского университета: читал курс агрономической химии (до 1929 года).
В 1892 году Петровская академия командировала его на два года за границу: работал в Гёттингене в лаборатории Р. Коха, в Париже в Пастеровском институте у Эмиля Дюкло, и в политехникуме Цюриха у Э. Шульца. За время командировки, Дмитрий Николаевич побывал в лабораториях виднейших агрохимиков того времени — Ноббе, Вагнера, Хельригеля, Деэрена, Грандо, Шлёзинга. За границей он начал исследования в области превращения белковых и других азотистых веществ в растениях.
Вернувшись осенью 1894 года в Москву, он стал читать в Московском университете первый в России курс химии растений (на базе которого позднее образовалась кафедра биохимии).
С 1895 года и до конца жизни — заведующий кафедрой агрохимии в Московском сельскохозяйственном институте; с 1895 года читал курсы «Учение об удобрении» и «Частное земледелие»; в 1908—1913 гг. — заместитель ректора по учебной части, в 1908—1909 и 1916—1917 годах исполнял обязанности ректора института. В 1896 году защитил магистерскую диссертацию «О распадении белковых веществ при прорастании», а в 1900 году в Московском университете — докторскую «Белковые вещества и их распадение в связи с дыханием и ассимиляцией».
В 1907 году участвовал в организации Высших женских сельскохозяйственных («Голицынских») курсов; читал физиологию растений и агрономическую химию; был в 1908—1917 годах их директором.
Д. Н. Прянишников занимался не только теоретическими исследованиям, его интересовал практический результат их применения. Поэтому в ходе лабораторных опытов по превращению азотистых веществ в растениях он экспериментировал с применением азотистых веществ для улучшения роста и развития растений и, тем самым, пришёл к идее о применении азотных удобрений. Это открытие было сделано на стыке органической химии, биохимии и физиологии растений, а также агрохимии, благодаря многостороннему образованию, который получил Д. Н. Прянишников.
В 1900—1915 годах разработал научные основы применения минеральных удобрений. Исследовав механизмы усвоения растениями «аммиачного и нитратного азота» (то есть азота, находящегося в разных видах химических соединений), опубликовал практические рекомендации по применению нитратных и аммиачных удобрений. Провёл ряд агрохимических опытов по применению вместо и совместно с суперфосфатом мелкоразмолотых фосфоритов и исследовал зависимость результатов от кислотности почв, что позволило ему научно обосновать использование и переработку фосфоритов: в частности, метод производства комбинированных удобрений, содержащих одновременно азот и фосфор, с помощью азотной кислоты, который стал применяться в промышленности с середины 1950-х годов.
В области агрономии также проводил опыты по культивированию растений в различных условиях, на различных почвах, с применением тех или иных агрономических приёмов и минеральных удобрений. Их результаты помогли обосновать план развития и размещения туковой промышленности в России.
После Октябрьской революции продолжил свою работу в Советской России. В 1919 году стал одним из организаторов Научного института по удобрениям, основал его агрохимический отдел и в 1919—1929 гг. возглавлял его (позднее — Научный институт по удобрениям и инсектофунгицидам ВАСХНИИЛ). Институт специализировался на систематических исследованиях технологии получения различных видов удобрений из природного сырья и разработки технологии этих процессов, а также химическими и биохимическими вопросами: степенью усвоения растениями тех или иных удобрений, их эффективностью, методикой использования для различных культур и на различных почвах.
Прянишниковым была дана физиологическая характеристика отечественных калийных солей, опробованы различные виды азотных и фосфорных удобрений в основных земледельческих районах СССР. Работал над вопросами известкования кислых почв, гипсования солонцов, применения органических удобрений. Он усовершенствовал методы изучения питания растений, анализа растений и почв, вегетационного опыта.
Д. Н. Прянишников также активно интересовался вопросами экономики сельского хозяйства и промышленности. Часто выезжая за границу с научными и ознакомительными целями (в общей сложности, более 25 раз), он старался обобщать и применять чужой опыт у себя на родине, в своих исследованиях. Привычка к расчётам делала его исследования и предложения серьёзно обоснованными и аргументированными. В 1920—1925 годах Д. Н. Прянишников был членом Госплана РСФСР и Госплана СССР, а в 1925—1929 годах работал в Комитете по химизации народного хозяйства СССР, одним из инициаторов создания которого он был. В 1931 году он основал Всесоюзный институт по удобрениям, агротехнике и агропочвоведению (на базе агрохимической опытной станции при кафедре академии), в котором работал до конца жизни.
В 1930-е годы Прянишников активно выступал против теории В. Р. Вильямса о роли структуры почв в плодородии, против применения травопольных севооборотов, отмены паров. В результате этой борьбы многие соратники Прянишникова были объявлены «врагами народа» и репрессированы, а самого Прянишникова в газетах называли «пособником вредителей». Тем не менее, в этой тяжёлой ситуации Прянишников выступал в поддержку Н. И. Вавилова (даже представил работы опального Вавилова на Сталинскую премию), писал в различные инстанции (в том числе Л. П. Берии в 1941 году) об ошибках Т. Д. Лысенко.
С началом Великой Отечественной войны был эвакуирован в Среднюю Азию, где руководил обследованием земель для расширения сельскохозяйственных угодий. Под его руководством было выявлено и использовано под посевы зерновых и технических культур свыше 13 миллионов гектаров ранее необратывавшихся земель, что сыграло большую роль в обеспечении Красной Армии. Осуществлённый Прянишниковым анализ кругооборота веществ в почве полей, занятых под хлопчатник, позволили обнаружить громадный дефицит азота, связанный с тем, что поля перестали периодически засеваться хлебами. Прянишников рекомендовал вернуть посевы хлебов на хлопковые плантации в размере 25—30 % площади. Предложенный им для Узбекистана новый севооборот позволил увеличить урожай хлопчатника вдвое. В то же время применение такого нового севооборота способствовало созданию в Средней Азии собственной зерновой базы, а также акклиматизации новой для Средней Азии культуры — сахарной свёклы.
Указом Президиума Верховного Совета СССР от 10 июня 1945 года «за выдающиеся заслуги в развитии советской сельскохозяйственной науки» Дмитрию Николаевичу Прянишникову присвоено звание Героя Социалистического Труда с вручением ордена Ленина и золотой медали «Серп и Молот».
Жил и работал в Москве.
Умер 30 апреля 1948 года от воспаления лёгких. Похоронен на Ваганьковском кладбище (15 уч.).

## Личная жизнь, взгляды
Отличался порядочностью и гражданским мужеством. Например, рискуя навлечь на себя репрессии, несколько лет пытался вызволить из заключения генетика Н. И. Вавилова, для этого добивался личного приёма у Л. П. Берии и его заместителя Кобулова, написал несколько писем И. В. Сталину, а также представил сидевшего в тюрьме Вавилова к присуждению Сталинской премии и выдвигал его кандидатуру на выборы в Верховный Совет СССР.
Старшая дочь — Валентина Дмитриевна (1890—1982), в 1919 году окончила Московские Женские курсы, в 1920-х годах преподавала в московских средних школах, с начала 1930-х годов — неофициальный референт своего отца. Была замужем за земским деятелем, депутатом Первой Государственной Думы В. К. Федоровским, пропавшим без вести во время Первой мировой войны. Младшая дочь — Зоя Дмитриевна (1904—1996), в детстве перенесла полиомиелит, осталась инвалидом, но, несмотря на это, окончила Тимирязевскую академию и преподавала там на кафедре ботаники, получила звание доцента.

## Награды и звания
Советские государственные награды и звания:
- Герой Социалистического Труда (10 июня 1945) — за выдающиеся заслуги в деле развития агрохимии и физиологии растений, за многолетнюю плодотворную деятельность по повышению урожайности сельскохозяйственных культур, а также за создание отечественной школы агрохимиков
- Орден Ленина (10 июня 1945) — за выдающиеся заслуги в деле развития агрохимии и физиологии растений, за многолетнюю плодотворную деятельность по повышению урожайности сельскохозяйственных культур, а также за создание отечественной школы агрохимиков
- Орден Ленина (1940)
- три ордена Трудового Красного Знамени (1936, 1944, 1945)
- орден Отечественной войны I степени (1945)
- медали
- Премия имени В. И. Ленина (1926)
- Сталинская премия I степени (13 марта 1941) — за научную работу «Агрохимия», опубликованную в 1940 году

Научные награды и звания:
- Премия имени К. А. Тимирязева АН СССР (1945) — за работу «Азот в жизни растений и в земледелии СССР»
- Доктор наук (1910), член-корреспондент Императорской Санкт-Петербургской академии наук (1913), действительный член Академии наук СССР (1929), ВАСХНИЛ (1936)
- иностранный член Германской академии естествоиспытателей «Леопольдина» (1925), почётный член Королевской академии сельского и лесного хозяйства Швеции (1925), почётный член Академии сельскохозяйственных наук Чехословакии (1931), член-корреспондент Французской академии наук (1946)

Прочие награды:
- Большая золотая медаль Всесоюзной сельскохозяйственной выставки (1939)

## Память
- В 1948 году имя академика Прянишникова присвоено Всесоюзному научно-исследовательскому институту удобрений и агропочвоведения Российской академии сельскохозяйственных наук и Пермскому сельскохозяйственному институту[8].
- С 1948 года за лучшие работы по агрохимии, производству и применению удобрений Академией наук СССР присуждалась премия имени академика Д. Н. Прянишникова. В 1962 году учреждена золотая медаль им. Д. Н. Прянишникова, раз в три года присуждаемая Президиумом АН СССР за лучшие работы в области питания растений и применения удобрений[14]. А в 1996 году Российская академия наук учредила премию имени Д. Н. Прянишникова[8].
- С 1950 года в Москве проводятся ежегодные Прянишниковские чтения[8].
- В Москве перед МСХА им. К. А. Тимирязева установлен памятник Д. Н. Прянишникову. Скульпторы: Г. А. Шульц и О. В. Квинихидзе, архитекторы Г. Г. Лебедев и В. А. Петров. Его имя носит расположенная рядом улица в Москве[8].
- В 1962 году в честь Прянишникова была выпущена почтовая марка.
- Улица в Москве 3 июня 1948 года переименована в улицу Прянишникова в память об агрохимике и растениеводе академике Дмитрии Николаевиче Прянишникове.
- Улица Академика Прянишникова в Центральном районе Воронежа.
- Пермский государственный аграрно-технологический университет носит имя Д. Н. Прянишникова.
- В Музее землеведения МГУ (на 25 этаже Главного здания) установлен бюст Д. Н. Прянишникова[15].
- В Кяхте установлен памятник Д. Н. Прянишникову.
- В Алматинской области(Республики Казахстан), в Карасайском районе, в селе Алмалыбак (бывший Казахский Институт Земледелия) улица названа в честь академика Прянишникова Д. Н.

Памятник Д. Н. Прянишникову в Москве, перед МСХА им. К. А. Тимирязева
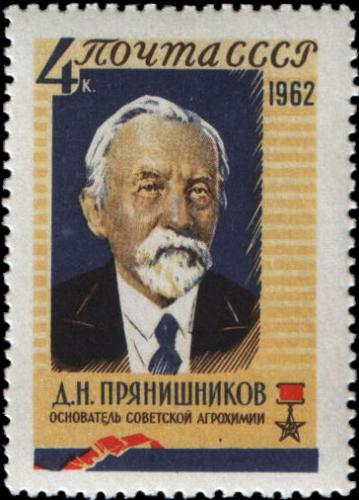
Д. Н. Прянишников на марке Почты СССР

### Основные работы
- Частное земледелие. — М., 1898 (8-е изд. — 1931).
- Учение об удобрении. Курс лекций. — М., 1900.
- Химия растений. Вып. 1—2. — М., 1907—1914.
- Белковые вещества. Общая химия белковых веществ. — Л., 1926. — 168 с.
- Агрохимия. (Учебник). — М.—Л.: Сельхозиздат, 1934. — 399 с. (3-е изд. —1940). Учебник был переведён на украинский, грузинский, армянский, азербайджанский и болгарский языки.